# Тан Дун
Тан Дун (кит.: 譚盾, нар. 18 серпня 1957, Чанша) — китайський і американський композитор.

## Біографія
В роки культурної революції працював у селі, збирав рис. Працював аранжувальником в Пекінській опері. Вступив до Пекінської консерваторії, відчув глибокий вплив музики Такеміцу.
В 1985 році переїхав до Нью-Йорку. Відкрив для себе музику Джона Кейджа, Філіпа Гласса, Мередіт Монк, Стіва Райха.
У 2008 році взяв участь у проєкті YouTube по створенню першого у світі симфонічного інтернет-оркестру, для котрого Тан Дун написав інтернет-симфонію «Eroica».

## Твори

### Опери
- Марко Поло (1995)
- Піоновий павільйон (1998)
- Чай — дзеркало душі (2002)
- Перший імператор (2006)

### Кіномузика
- Не плач, Нанкін (1995, режисер Ву Зінью)
- Той, що занепав (1998, режисер Ґреґорі Гобліт)
- Тигр підкрадається, дракон ховається (2000, режисер Енг Лі)
- Герой (2002, режисер Чжан Їмоу)